# Parco nazionale Stenshuvud
Il parco nazionale Stenshuvud (in svedese:Stenshuvuds nationalpark) è un parco nazionale della Svezia, nella contea di Scania.
Il parco si estende su una superficie di 390 ha intorno alla collina omonima. Questa collina si affaccia sul Mar Baltico da un'altezza di 97 m ed è un importante punto di riferimento per i naviganti. Nelle giornate di tempo sereno, offre un panorama magnifico che arriva fino all'isola danese di Bornholm.
L'uomo è presente nella regione fin dalla preistoria. Il parco nazionale è stato istituito nel 1986.
Il parco presenta un'importante varietà animale e vegetale per il paese e, in particolare, qui sono presenti molte specie considerate a rischio d'estinzione. Il parco è anche una grande attrazione turistica con 400.000 visitatori l'anno.

## Toponimia

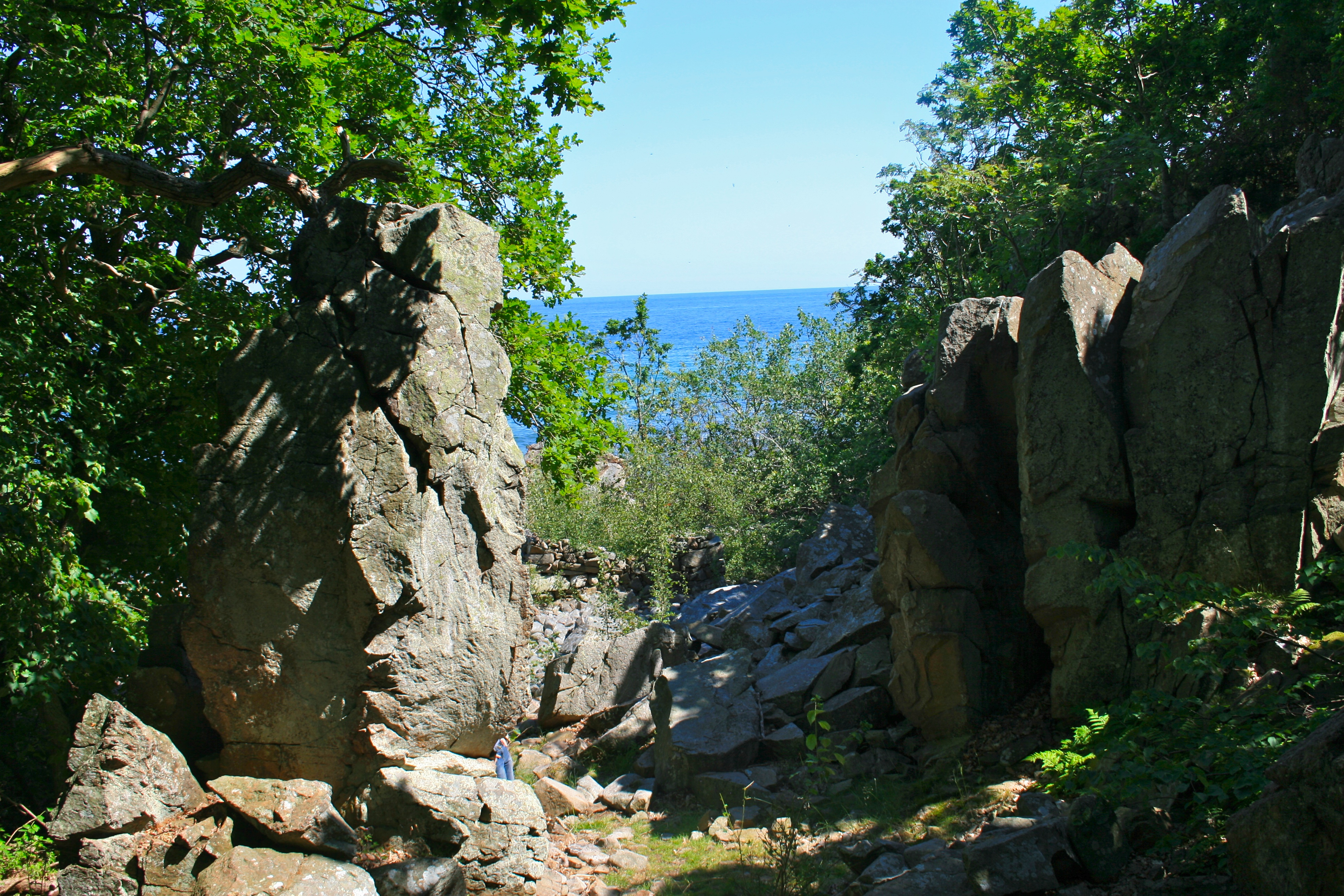
Una veduta della zona circostante la grotta del gigante.

Il parco nazionale prende il nome dalla collina di Stenshuvud. Il nome può significare sia "la testa (huvud) di pietra (sten)" sia "la testa di Sten". Ad ogni modo, il nome si riferisce ad una leggenda locale secondo cui la collina, e per essere più precisi la Grotta di Giddastaun, ospitò un gigante di nome Sten e sua moglie. Ma in generale, molti luoghi del paese prendono il nome da personaggi mitologici.

## Storia

### Preistoria e Medioevo

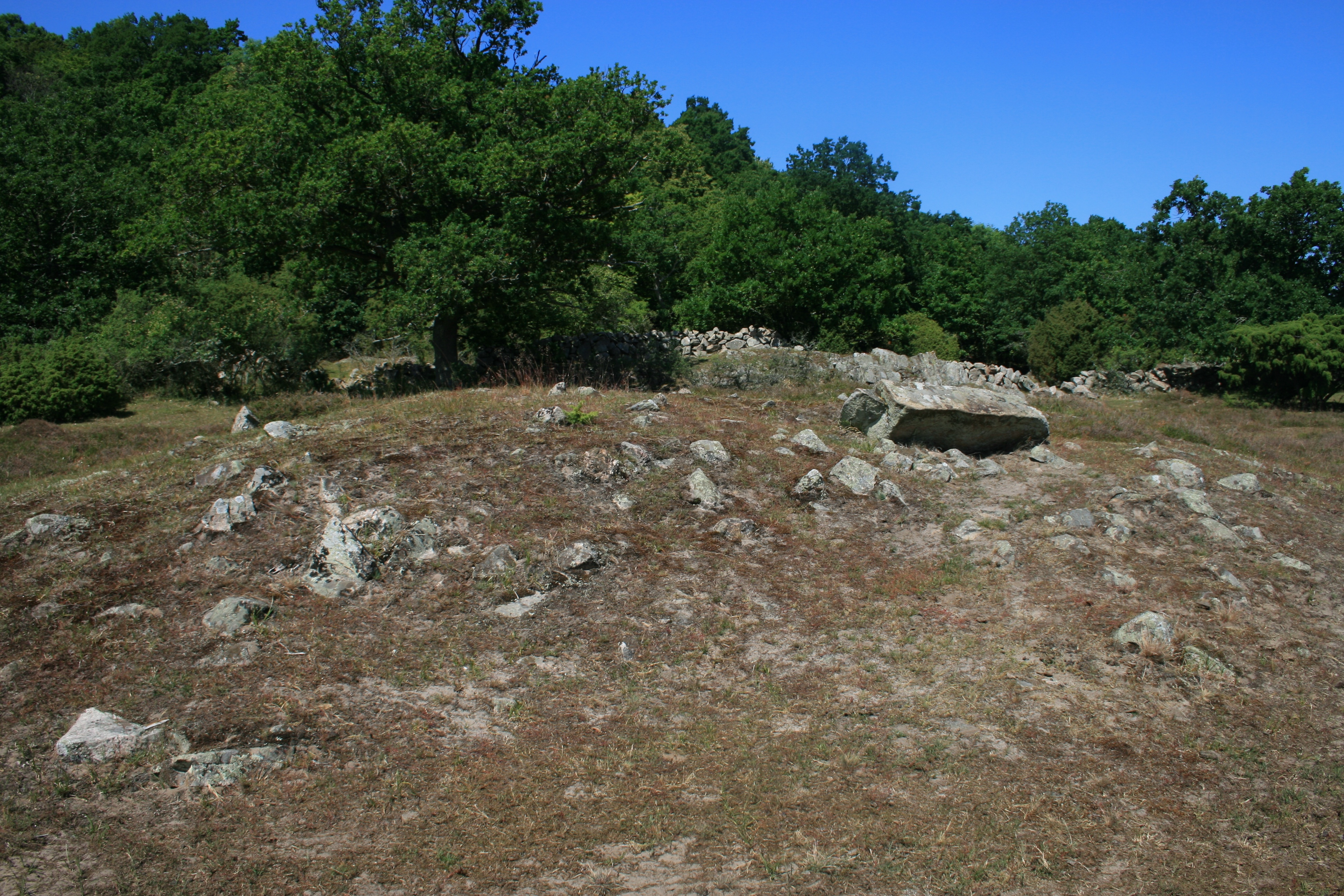
Pietre risalenti al Neolitico.

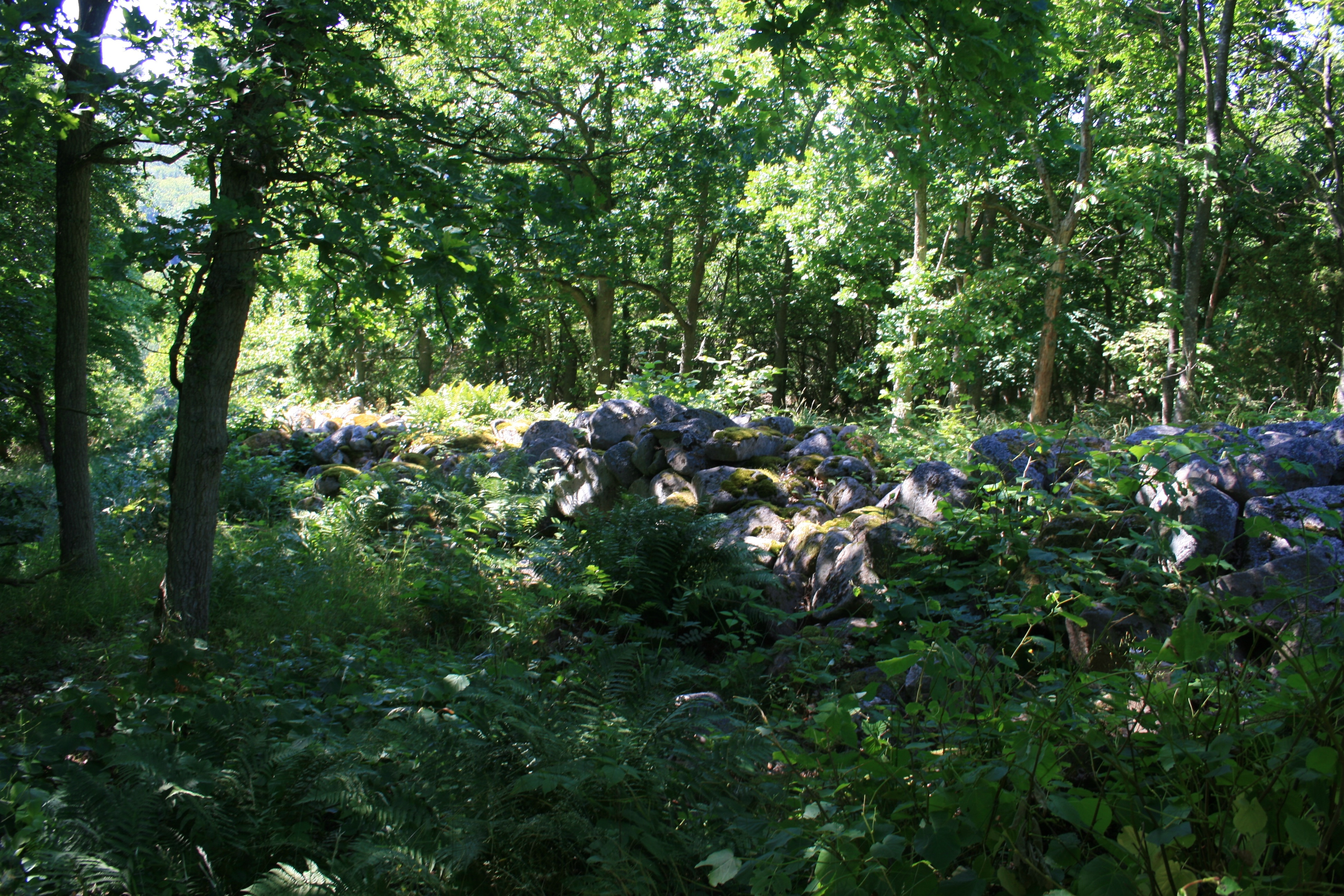
Una parte delle mura della fortezza.

Probabilmente la zona era già abitata e sfruttata dall'uomo 6.000 anni fa. L'uomo locale praticava l'agricoltura e allevava bestiame. Durante il Neolitico e l'età del bronzo la zona è rimasta, invece, disabitata e lasciata al degrado. 
Numerose vestigia di quel periodo sono visibili tuttora, come alcune pietre del tardo Neolitico, ai piedi della collina oppure come un castello risalente al periodo delle invasioni barbariche del V e VI secolo costruito sulla cima della collina per fungere da fortezza.
Dopo la peste nera, che imperversò tra il 1347 e il 1352, la zona fu di nuovo abbandonata e lasciata al degrado.

### Epoca moderna

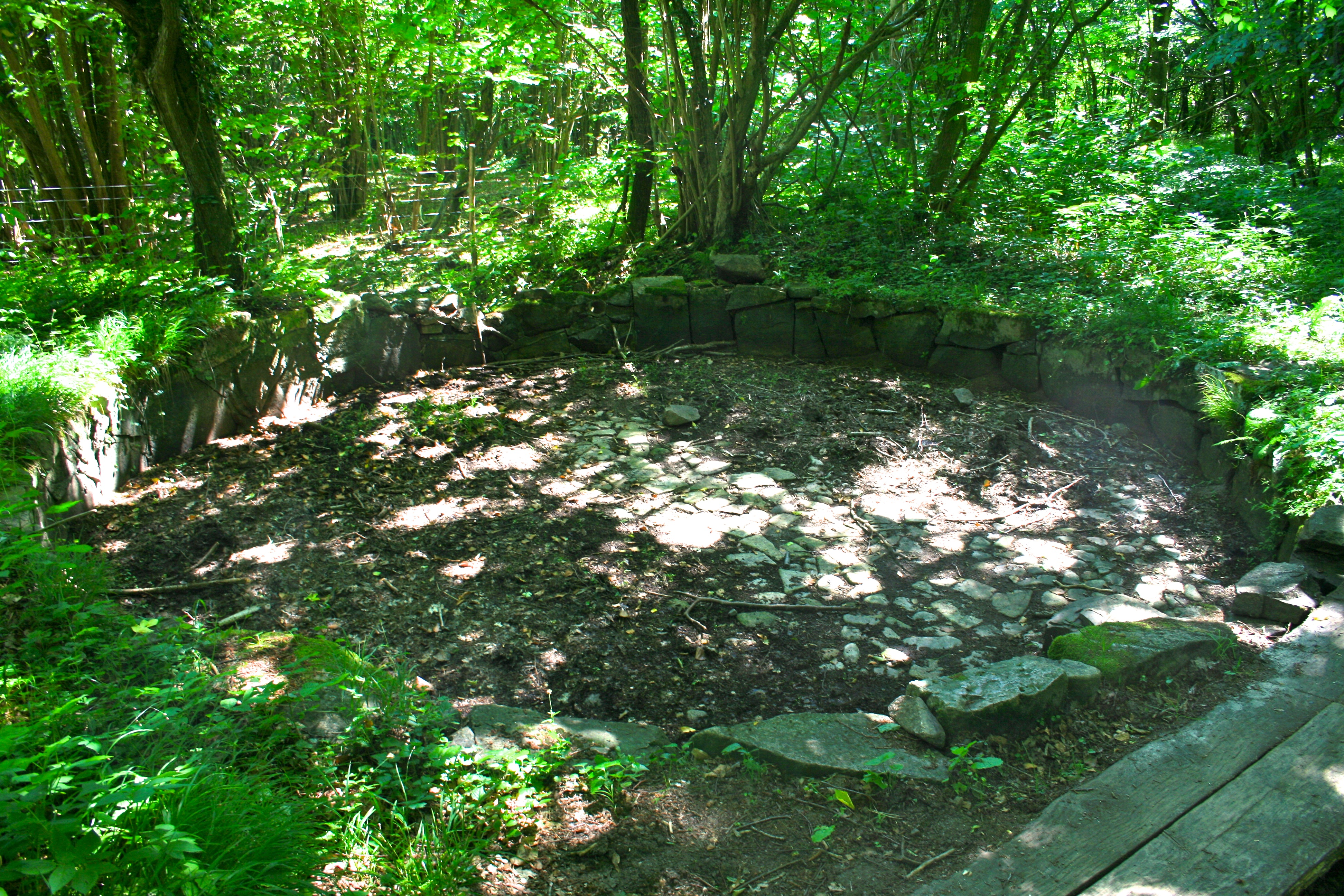
Un bacino artificiale costruito nel XIX secolo, ora prosciugato.

Nel XVIII secolo vennero alcuni pescatori costruirono delle capanne, che sono ancora oggi utilizzate dai pescatori locali. Nel XIX secolo, la deforestazione raggiunse il suo apogeo. Cominciarono ad essere piantati i meli e in breve tempo la zona divenne una grande produttrice di mele.
Nella seconda metà del secolo, la foresta riprese a crescere di nuovo sulle colline. A nord del parco, fu creato un arboreto per accelerare il ritorno del verde nella zona. Esso comprende molte specie esotiche di alberi, ma anche molti esemplari di funghi. Nel 1916 sulla collina fu costruito un faro.

### Istituzione del parco
A metà degli anni 1920, il botanico e geologo Rutger Sernander sollecitò più volte per ottenere provvedimenti che proteggessero la collina. L'area protetta è stata ampliata nel 1954 verso sud, arrivando a 109 ha di estensione. Nel 1960, il crescente interesse dei turisti per la collina ha fatto sì che venissero creati dei percorsi appositamente per i visitatori. Nel 1967, la zona divenne area naturale protetta, il che significa una maggiore tutela rispetto anche alle richieste di Sernander. Il parco nazionale fu definitivamente istituito nel 1986 con 380 ettari. Poco dopo, la superficie è stata ampliate fino a 390 ettari.
Ad oggi, il Parco nazionale Stenshuvud è l'unico sul territorio svedese con superficie inferiore ai 1000 ettari.

## Geografia

### Posizione e confini

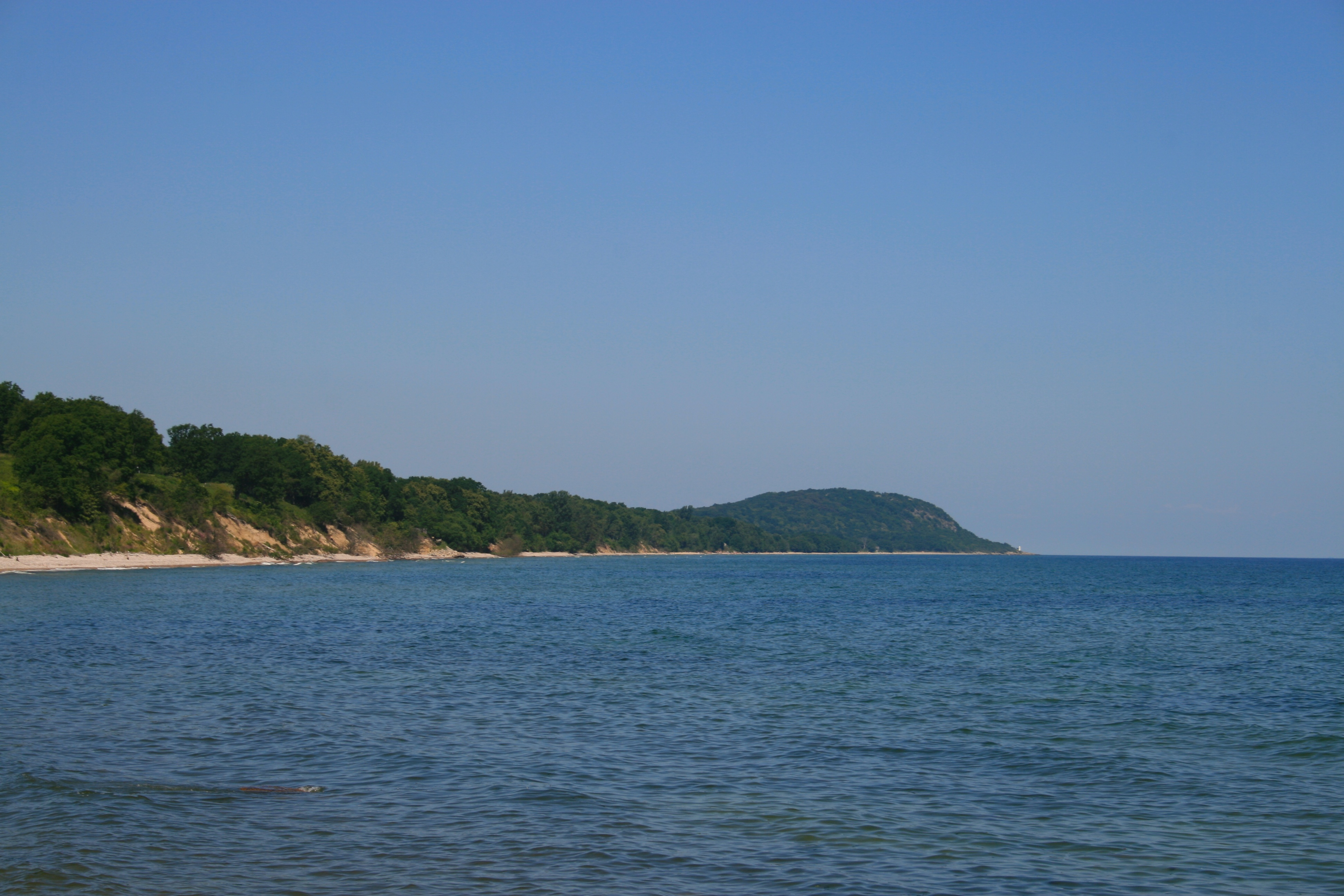
La collina di Stenshuvud.

Il parco nazionale Stenshuvud si trova nel comune di Simrishamn in una zona nell'est della Scania, situata nella parte meridionale della Svezia. È quindi situato a soli 100 km da diverse grandi città svedesi come Lund, Helsingborg e Malmö. Si estende lungo la costa del Mar Baltico e 56 dei 390 ettari del parco sono sotto il mare. La parte settentrionale del Parco comprende anche la collina di Stenshuvud mentre quella meridionale si trova nell'entroterra.